# نایب‌السلطنه
نایب‌السلطنه مقامی است که به برخی از ملکه‌ها، ملکه‌های مادر، شاهزادگان یا درباریان می‌دهند تا در غیاب شاه یا در روزگار خردسالی شاه امور پادشاهی را اداره کند. گهگاه نیز این عنوان صرفاً جنبهٔ تشریفاتی داشته است.
در ایران و در دورهٔ صفوی گاهی واژهٔ «وکیل‌الدوله» برای این مقام به کار می‌رفت. در اواخر دورهٔ پهلوی، محمدرضا شاه همسر خود شهبانو فرح پهلوی را برای این سمت در نظر گرفت. معنای نایب‌السلطنه در تاریخ ایران نزدیک به واژهٔ Regent در زبان انگلیسی می‌باشد. با این حال در نوشته‌های فارسی گاهی این واژه را همسنگ Viceroy در زبان انگلیسی به کار می‌برند؛ یعنی کسی که مستعمره، شهر، استان یا دولتی را به نمایندگی از پادشاه اداره می‌کند. برای نمونه جرج کرزن را نایب‌السلطنهٔ هندوستان از سوی ملکه ویکتوریا، کوسم سلطان را نایب‌السلطنه عثمانی از سوی مراد چهارم، ابراهیم یکم و محمد چهارم می‌نامند. در انگلیسی واژهٔ Viceregent هر دو مفهوم را پوشش می‌دهد.

## نایب‌السلطنه‌ها

### عثمانی
- حلیمه سلطان (والده سلطان) (همسر محمد سوم) (مادر مصطفی یکم) (۲۲ نوامبر ۱۶۱۷_۱۰ سپتامبر ۱۶۲۳)←مصطفی یکم
- ماهپیکر کوسم سلطان (خاصگی سلطان، والده سلطان) (همسر احمد یکم) (مادر مراد چهارم، ابراهیم یکم) (مادربزرگ محمد چهارم) (۱۰ سپتامبر ۱۶۲۳_ ۳ سپتامبر ۱۶۵۱) ← مراد چهارم، ابراهیم یکم، محمد چهارم
- حدیثه تورخان سلطان (خاصگی سلطان، والده سلطان) (همسر ابراهیم یکم)(مادر محمد چهارم) (۳ سپتامبر ۱۶۵۱ – ۲۵ دسامبر ۱۶۵۶) ←(محمد چهارم)

### ایران

#### ایران صفوی
- دیوسلطان روملو ← شاه تهماسب یکم
- کپک سلطان استاجلو ← شاه تهماسب یکم
- چوهه سلطان تکلو ← شاه تهماسب یکم
- حسین خان شاملو ← شاه تهماسب یکم
- حمزه میرزا ← شاه محمد خدابنده
- مرشدقلی خان استاجلو ← شاه عباس یکم
- ساروتقی اعتمادالدوله ← شاه عباس دوم
- نادرقلی‌خان افشار ← شاه عباس سوم
- علیمردان خان بختیاری ← شاه اسماعیل سوم
- کریم خان زند[الف] ← شاه اسماعیل سوم
- محمدحسن خان قاجار ← شاه اسماعیل سوم
- علیمردان خان بختیاری ← شاه سلطان حسین دوم
- کریم خان زند[ب] ← شاه اسماعیل سوم
- آقا محمدخان قاجار ← شاه محمد دوم

#### ایران افشاری
- رضاقلی میرزا ← نادر شاه
- نصرالله میرزا[۱] ← نادر شاه
- شاهرخ میرزا ← نادر شاه
- ابراهیم میرزا ← عادل شاه
- یوسف‌علی خان جلایر ← شاهرخ میرزا
- نصرالله میرزا ← شاهرخ میرزا
- نادر میرزا ← شاهرخ میرزا

#### ایران قاجاری
در ایران قاجاری، بیشتر اوقات مقام نایب‌السلطنه به صورت یک عنوان تشریفاتی بود.
منصب (Regent)
- میرزا محمدخان دولو قاجار (رکن‌الدوله تاج‌بخش) (پدر همسر عباس میرزا) ← آقامحمدخان

لقب تشریفاتی
- فتحعلی خان (جهانبانی) (برادرزادهٔ آغامحمدخان) (۱۴ مه ۱۷۹۶ تا ۱۷ ژوئن ۱۷۹۷) ← آقامحمدخان
- عباس میرزا (فرزند فتحعلی‌شاه) (۲۰ مارس ۱۷۹۹ تا ۲۵ اکتبر ۱۸۳۳) ← فتحعلی‌شاه
- محمد میرزا (فرزند عباس میرزا) (صفر ۱۲۵۰ ه‍.ق/۲۰ ژوئن ۱۸۳۴ م)[۲][منبع بهتری نیاز است] ← فتحعلی‌شاه
- عباس میرزا[پ] (فرزند محمدشاه) (حدود ۱۸۳۵ تا ۱۸۳۹ م)
- عباس میرزا[ت] (ملک‌آرا) (فرزند محمدشاه) (۱۸۳۹ م تا ؟) ← محمدشاه
- کامران میرزا (امیرکبیر) (فرزند محمدشاه) (۱۲۷۵ ه‍.ق /۱۸۵۹ م تا ؟) ← ناصرالدین‌شاه، مظفرالدین‌شاه
نیابت سلطنت عملی در سال‌های ۱۸۷۰ م، ۱۸۷۳ م، ۱۸۷۸ م، ۱۸۸۹ م.[ث] ← ناصرالدین‌شاه، مظفرالدین‌شاه

منصب (Regent)
- علیرضا خان قوانلوی قاجار (عضدالملک) (۲۵ تیر ۱۲۸۸ تا ۳۰ شهریور ۱۲۸۹) ← احمدشاه
- ابوالقاسم خان قراگوزلو (ناصرالملک) (۳۰ شهریور ۱۲۸۹ تا ۲۹ تیر ۱۲۹۳) ← احمدشاه
- حسینعلی میرزا (اعتضادالسلطنه) (فرزند محمدعلی‌شاه) (۵ بهمن ۱۳۰۰ تا ۱۳ خرداد ۱۳۰۱)[ج] ← احمدشاه
- محمدحسن میرزا (فرزند محمدعلی‌شاه) (۴ فروردین ۱۳۰۳ تا ۹ آبان ۱۳۰۴) ← احمدشاه

#### ایران پهلوی
فرح پهلوی (شهبانو) (همسر محمدرضا شاه) (۱۹۶۰ / ۱۹۷۸ میلادی)(۲۹ اسفند ۱۳۳۹ / ۲۲ بهمن ۱۳۵۷ هجری شمسی) ←محمدرضا شاه

## ژاپن، سِشُو
قانون اساسی ژاپن مصوب ۱۹۴۷ (شووا ۲۲) و قانون فعلی خاندان امپراتوری نیز سیستم نایب‌السلطنه‌ها را تصریح می‌کنند. طبق قانون اساسی ژاپن و قانون خاندان امپراتوری، نایب‌السلطنه یا به زبان ژاپنی سِشّو مقامی است که اعمال حکومتی را به نام امپراتور انجام می‌دهد و در مورد اعمال حکومتی همان اختیارات امپراتور را دارد. نایب‌السلطنه زمانی منصوب می‌شود که امپراتور هنوز به سن قانونی نرسیده باشد یا زمانی که شورای خاندان امپراتوری تشخیص دهد که امپراتور به دلیل معلولیتی مانند بیماری جدی یا تصادف شدید قادر به انجام اعمال حکومتی نیست.

## یادداشت
1. ↑  دوره اول
2. ↑  دوره دوم
3. ↑  در کودکی درگذشت.
4. ↑  نام «عباس» و لقب «نایب‌السلطنه» را از برادر تنی‌اش که در سال ۱۸۳۹ م درگذشت، به ارث برد.
5. ↑  سفرهای خارجی ناصرالدین‌شاه
6. ↑  سفر خارجی احمدشاه